# Metriaulacus opacicollis
Metriaulacus opacicollis là một loài bọ cánh cứng trong họ Elateridae. Loài này được Platia & Schimmel miêu tả khoa học năm 1995.